# Edvaldo Gonçalves Amaral
Dom Edvaldo Gonçalves Amaral, SDB (Recife, 25 de maio de 1927) é um bispo católico brasileiro e arcebispo emérito de Maceió. 